# Juicio Penal Internacional contra Felipe Calderón
Juicio Penal Internacional contra Felipe de Jesús Calderón Hinojosa es una iniciativa planteada por abogados, académicos, periodistas, defensores de derechos humanos y miembros de la sociedad civil para solicitar al Fiscal de la Corte Penal Internacional que analice la existencia de crímenes de lesa humanidad y crímenes de guerra en México.

## La petición al fiscal Luis Moreno Ocampo
Plantea que México vive una crisis humanitaria que ha cobrado la vida de 60 mil personas, con 10 mil desaparecidos y 1.6 millones de desplazados y señala como responsables a diversos funcionarios públicos entre los que destaca el Jefe del Ejecutivo Federal y los líderes de carteles de la droga en México. Se les acusa de violar reiteradamente y de forma generalizada los Convenios de Ginebra y el Estatuto de Roma de la Corte Penal Internacional
El documento que se entregó al Fiscal el 20 de noviembre de 2011 sostiene que el Ejército Mexicano ha llegado al extremo de asesinar y torturar a civiles completamente ajenos al conflicto, en retenes militares y durante sus operativos. Además las fuerzas armadas habrían intentado encubrir estos hechos para garantizar impunidad a los responsables. Señala también que la violación sexual en contra de mujeres se ha institucionalizado como esquema represivo por parte del Ejército. Cita como ejemplo la recomendación 38/2007de la Comisión Nacional de Derechos Humanos de México sobre el caso del municipio de Nocupétaro, Michoacán, en donde el 2 y 3 de mayo de 2007 soldados habrían violado y abusado de cuatro niñas menores de edad; además de atacar generalizadamente a la población civil –detenciones arbitrarias, tortura, allanamientos– como represión por considerar que encubrían a narcotraficantes.
A juicio de los promotores era responsabilidad de Felipe Calderón Hinojosa primero evitar, y después sancionar a los miembros de su gobierno que cometieron estos actos. Señalan que al no sancionar, ha institucionalizado una política de impunidad violatoria de derechos humanos.
Señalan adicionalmente que la tortura es una práctica generalizada en los cuarteles militares en México. Además plantean que existe un patrón sistemático que fue detectado por la Comisión Nacional de Derechos Humanos de México y denunciado en su recomendación 87/2011. Los detenidos son trasladados a bases militares donde son sometidos a tortura, tratos crueles e inhumanos y en el caso de las mujeres, violaciones sexuales.
El abogado redactor de la denuncia ha señalado que el Ejecutivo Federal ha dictado órdenes directas a personal militar involucrado en el conflicto, pues en mayo de 2007 firmó y publicó un decreto para crear el Cuerpo de Fuerzas de Apoyo Federal, un cuerpo de élite del Ejército que él comandaba sin la intermediación de ningún general u otro mando.
Finalmente plantean que Generales del ejército mexicano han ordenado ejecuciones de civiles y desapariciones forzadas.
En relación con crímenes de lesa humanidad, denuncian la situación a la que se enfrentan los migrantes centroamericanos que son sujetos a secuestros masivos, homicidios, asaltos, violaciones sexuales y desapariciones forzadas. En esta situación crítica se denuncia la participación de autoridades y criminales.
En cuanto a los cárteles de la droga la petición los responsabiliza de la práctica de crímenes contra la población civil, realizar decapitaciones y reclutar niños menores de 15 años de edad para convertirlos en sicarios. Estima que entre 30 y 43 mil menores de edad han sido reclutados por grupos criminales. Además los responsabiliza de ataques a hospitales y centros de rehabilitación de enfermos y adictos a las drogas: -entre otros- el 26 de junio en Durango en 2010, el 5 de diciembre de 2010 y 10 de junio de 2010 en Ciudad Juárez, Chihuahua.
La procedencia de la petición ha sido materia de múltiples debates entre quienes consideraban que sería desechada por notoriamente improcedente y quienes la defendían. Sin embargo,  el fiscal de la Corte Penal Internacional, Luis Moreno Ocampo, aseguró el 27 de noviembre de 2011 que estudiará las denuncias por presuntos crímenes de lesa humanidad recibidas por su oficina contra el presidente de México, Felipe Calderón.

## Crímenes de lesa humanidad
Los Crímenes de lesa humanidad - descritos en el artículo 7 del Estatuto de Roma- implican un ataque generalizado o sistemático en contra de una población civil y con conocimiento de dicho ataque, en el que se somete a las personas a esclavitud, tortura, desaparición forzada de personas, asesinato, violación, esclavitud sexual y prostitución forzada entre otros. 
La petición señala que este tipo de crímenes se cometen cotidianamente, especialmente en contra de los migrantes centroamericanos que tratan de llegar hacia los Estados Unidos. La Comisión Nacional de Derechos Humanos de México habría documentado desde 2009 que el Instituto Nacional de Migración (México) dependiente del Gobierno Federal Mexicano, participa de estas prácticas a través de la comercialización de personas indocumentadas en calidad de esclavos para los cárteles de las drogas.

## La imposibilidad de juzgar en México y el principio de complementariedad
El abogado redactor de la petición, Netzaí Sandoval, ha señalado que México no está en condiciones de llevar a cabo la investigación y el juicio en contra de Felipe Calderón, Joaquín Guzmán Loera, Genaro García Luna, Guillermo Galván Galván, Mariano Francisco Saynez Mendoza y demás autoridades, militares y narcotraficantes, debido a que en la legislación penal mexicana no han tipificado los crímenes de guerra ni de lesa humanidad. No obstante, los tratados internacionales en la materia al tener rango constitucional facultaría el desahogo de los juicios, aunque se señala que la Corte Penal Internacional, bajo el principio de complementariedad, podría juzgarlos. El proceso tiene lugar una vez que se realiza una prolongada investigación que realiza la propia corte, que puede durar bastante tiempo.

## Los firmantes
La petición se propone ser la más grande petición que haya recibido la Corte Penal Internacional en su historia pues cuenta ya con más de veinte mil firmas.
Además del abogado redactor, Netzaí Sandoval, destacan entre los promotores:
John M. Ackerman (Instituto de Investigaciones Jurídicas, UNAM)
Fernando Villegaz (Modelo, Exmilitante Jóvenes En Acción )Fernando De La Cavada Villegas (Bloguero)
Miguel Badillo (Director de la Revista "Contralinea")
Rafael Barajas Durán ("El Fisgón", La Jornada)
Virgilio Caballero (Periodista)
Sanjuana Martínez (Periodista)
Edgar Cortés (Instituto Mexicano de Derechos Humanos y Democracia)
Claudia Cruz Santiago (directora general del Instituto de Acción Ciudadana para la Justicia y la Democracia)
Rocío Culebro (Directora, Instituto Mexicano de Derechos Humanos y Democracia)
Manuel Fuentes Muñiz (Presidente, Asoc. Nac. de Abogados Democráticos ANAD)
Patricia Galeana (Facultad de Filosofía y Letras, UNAM)
General José Francisco Gallardo Rodríguez (General Brigadier y Doctor en Administración Pública)
Antonio Helguera (Caricaturista, Proceso, El Chamuco, La Jornada)
Julio Hernández López (Astillero)
José Hernández (Caricaturista, Proceso, El Chamuco, La Jornada)
Epigmenio Ibarra (Presidente, Argos Comunicación)
David Manrique (Caricaturista, Contralínea)
Sanjuana Martínez (Periodista)
Profesor David Martínez-Amador M.A. (Universidad Jesuita de Guatemala, experto en narcotráfico)
José Rosario Marroquín (Director, Centro de Derechos Humanos "Pro Juárez")
Pedro Miguel (Periodista, La Jornada)
Loretta Ortiz Ahlf (Departamento de Derecho, Universidad Iberoamericana)
Víctor Quintana (Defensor de derechos humanos, Chihuahua)
Jesús Robles Maloof (Defensor de los Derechos Humanos)
Octavio Rodríguez Araujo (Facultad de Ciencias Políticas y Sociales, UNAM)
Irma Eréndira Sandoval (Instituto de Investigaciones Sociales, UNAM)
Julio Scherer Ibarra (Jurista, periodista y autor)
Lauro Sol (Abogado, expresidente de la Asoc. Nac. de Abogados Democráticos ANAD)
Tiaré Scanda (Actriz, estrictamente a título personal)
Olga Harmony (Decana de la crítica teatral)
William Weaver (Universidad de Texas, El Paso)
Antonio Fernández Marín (Instituto de Física, BUAP)

## Respuesta del Gobierno Federal
El Gobierno de Felipe Calderón Hinojosa contestó a la iniciativa a través de la Secretaría de Relaciones Exteriores el 11 de octubre de 2011. En su comunicado señaló que rechaza categóricamente que la política de seguridad pueda constituir un crimen internacional. Argumentó también que la jurisdicción de la Corte Penal Internacional es complementaria a las jurisdicciones penales nacionales por lo que se justifica la acción de la Corte exclusivamente cuando un Estado no puede o no quiere ejercer acción penal para castigar ciertos crímenes detallados en el Estatuto de Roma. Desde su punto de vista estos supuestos no acurren en México.

## El Gobierno Federal anuncia acciones legales contra los denunciantes
El 28 de noviembre de 2011 la Presidencia de la República ordenó la publicación de un comunicado en diversos diarios, en el que afirmaba que las imputaciones en su contra eran "falsas y calumniosas". Además apuntó que dañaban "terriblemente" el buen nombre de México. Concluía con un párrafo que de inmediato generó polémica en México: "El Gobierno de la república explora todas las alternativas para proceder legalmente en contra de quienes las realizan en distintos foros e instancias nacionales e internacionales" 

## Actores políticos y sociales critican la amenaza gubernamental
Múltiples voces, incluso dentro del Partido gobernante, criticaron la reacción de la Presidencia de la República pues consideran que no se puede coartar el derecho de manifestarse o buscar ejercer el derecho de acceso a la justicia.
Además cientos de académicos, juristas y organizaciones defensoras de derechos humanos han criticado la respuesta de Felipe Calderón pues consideran que las acciones legales en contra de los 23 mil firmantes que acudieron a la CPI "afectaría gravemente el Estado de Derecho, la libertad de expresión y la convivencia democrática en el país".
Legisladores de todos los Partidos políticos -con excepción del partido gobernante- también publicaron un desplegado considerando que son inadmisibles las amenazas a denunciantes ante la CPI. Plantearon que "la criminalización de quienes, con pleno derecho como ciudadanos mexicanos, buscan justicia ante tribunales internacionales contraviene los principios de cualquier Estado democrático de Derecho.